# Sophona galba
Sophona galba is een vlinder uit de familie wespvlinders (Sesiidae), onderfamilie Tinthiinae.
Sophona galba is voor het eerst wetenschappelijk beschreven door Eichlin in 1986. De soort komt voor in het Neotropisch gebied.